# Arsénico nativo
El arsénico nativo es un mineral de la case de los elementos nativos,  formando parte del llamado grupo del arsénico, junto con sus polimorfos (arsenolamprita y pararsenolamprita) el bismuto nativo, el antimonio nativo y algunos otros minerales muy raros. Se conoce desde antiguo. El nombre, utilizado para sus minerales antes que para el elemento, deriva del griego arsenikon, masculino, por sus propiedades agresivas. No se considera ninguna localidad como tipo

## Propiedades físicas y químicas
El arsénico suele presentarse como masas testáceas, botrioidales o estalactíticas con estructura de capas concéntricas, de color gris o negro. En fractura fresca es de color blanco de estaño, pero se oscurece rápidamente hasta gris oscuro o negro. Es muy raro en forma de cristales definidos, romboédricos o aciculares. Además del arsénico, puede contener pequeñas cantidades de antimonio, bismuto, hierro, níquel, selenio y azufre. Cristaliza en el sistema trigonal, existiendo dos polimorfo rómbicos, la arsenolamprita y la pararsenolamprita. Esta última contiene una cantidad elevada de antimonio.
Al aire, se oxida superficialmente formando una capa muy fina de arsenolita, un mineral más tóxico que el propio arsénico nativo, dada su solubilidad, por lo que los ejemplares deben manejarse con cuidado.

## Yacimientos
Es un mineral moderadamente raro, que se conoce en varios cientos de yacimientos en el mundo, generalmente en pequeñas cantidades, aunque es común en algunas localidades, como las minas de plata de la región de Sajonia (Alemania). Aparece asociado a minerales de plata, como plata nativa, discrasita o proustita. Se han encontrado ejemplares interesantes en diversas minas de la zona minera de St. Andreasberg, en el distrito de Goslar, Baja Sajonia (Alemania). También aparece en las minas de  Jáchymov,  distrito de Karlovy Vary, República Checa.En la mina Storliden,  Malå,  Västerbotten (Suecia) forma agregados mamelonares dentro de calcita gruesamente cristalina. En Chile, se encuentran ejemplares botrioidales en la mina Jote, Pampa Larga, Copiapó.En España se ha encontrado formando esferillas en la mina San Gregorio, Valverdín (León), asociado a cinabrio en la mina Soterraña, Lena (Asturias) y en forma testácea en la mina La Espuela de San Miguel, Villanueva de Córdoba (Córdoba).